# 교통공단
교통공단은 교통시설 관리, 교통 보안, 교통 안전을 관리하는 기관이다.
대표적으로 한국에서는 철도공단(한국철도공사), 도로공사(한국도로교통공단,한국도로공사)가 있지만, 시설관리공단도 교통공단에 들어간다.